# Epichnopterix heringi
Epichnopterix heringi är en fjärilsart som beskrevs av Hermann von Heinemann 1859. Epichnopterix heringi ingår i släktet Epichnopterix och familjen säckspinnare. Inga underarter finns listade i Catalogue of Life.